# Aleksandar Đorđević
Aleksandar Đorđević, también escrito Djordjevic (Belgrado, Serbia, 26 de agosto de 1967), es un entrenador y exjugador de baloncesto serbio. Con una altura de 1,88 metros, jugaba en la posición de base, posición en la que fue considerado uno de los mejores jugadores de Europa de los años noventa. Recibe el apodo de Saša. 

## Carrera

### Profesional
Se formó en el KK Partizan en el que permaneció desde 1983 hasta 1992, año que firmó por el Olimpia Milano, que competía en la Lega Basket Serie A. Permaneció en el club durante dos temporadas, de 1992–93 a 1993–94. Con el Olimpia Milano, ganó el campeonato de la Copa Korać, que era la tercera competición más importante de Europa en ese momento, en la temporada 1992-1993, en la que fue el máximo anotador de la final.
En 1994, se marchó al Fortitudo Bologna de la Lega Basket Serie A, donde jugó durante las temporadas 1994–95 y 1995–96.
Después de los Juegos Olímpicos de verano de 1996 en Atlanta, llegó a jugar en Portland Trail Blazers de la NBA en la temporada 1996-97, aunque su paso por el equipo fue breve ya que solo jugó ocho partidos (61 minutos en total) en los que promedió 3,1 puntos por encuentro. Hizo su debut en la NBA el 29 de noviembre de 1996, anotando 2 puntos y un rebote, en la victoria por 119–93 sobre los Golden State Warriors. Su último partido de la NBA fue el 15 de diciembre. 
En 1996, llega a España y firma por el F. C. Barcelona de la Liga ACB, club en el que permaneció durante tres temporadas (1996–97, 1997–98 y 1998–99). Con el Barcelona, ganó el campeonato de la Copa FIBA Korać 1998-99 y volvió a ser el máximo anotador de la final. También ganó dos campeonatos de la Liga ACB en las temporadas 1996-97 y 1998-99.
En 1999, se unió al Real Madrid de la Liga ACB, en el que jugó durante tres temporadas y con el que ganó el campeonato de liga en la temporada 1999-00.
Tras no jugar en la temporada 2002-03, en junio de 2003 regresó a Italia y firmó con Scavolini Pesaro para la temporada 2003-04, equipo con el quellegó a la final de la Copa de Italia de 2004, donde perdió ante la Benetton Treviso. Comenzó en las filas del club de Pesaro la temporada 2004-05, pero el 25 de febrero de 2005, volvió a firmar con el Olimpia Milano. El club llegó a la final de la liga italiana 2004-05, donde perdió ante Fortitudo Bologna, con un balance de 3 a 1.
En mayo de 2003 obtuvo la nacionalidad española por carta de naturaleza otorgada por el consejo de ministros.
La temporada 2004-05, fue la última temporada de su carrera como jugador profesional, anunciando su retirada el 3 de julio de 2005, después de un partido de exhibición, que se llevó a cabo en su honor. 

#### Selección nacional
En 1987 consiguió la medalla bronce en el Europeo de Grecia, no volviendo a la selección de Yugoslavia hasta 1991 (Europeo de Roma), dada su incompatibilidad con Dražen Petrović. Participó activamente en la consecución de importantes éxitos internacionales como la medalla de plata en los Juegos Olímpicos de Atlanta 1996, la medalla de oro en el Mundobasket de Grecia de 1998, y tres medallas de oro en tres ediciones del Eurobasket.

### Entrenador
Se retiró del baloncesto profesional en 2005, y el 25 de enero de 2006, comenzó una nueva carrera como entrenador de baloncesto dirigiendo al Armani Jeans Milano de la Lega Basket de Italia. Dejó ese puesto al final de la temporada 2006-07 de la Liga italiana.
Tras cuatro temporadas sin dirigir, en la temporada 2011-12 firma por el Benetton Treviso de la Serie A italiana. 
El 20 de junio de 2015, firmó un contrato de dos años para ser el entrenador del Panathinaikos BC en la A1 Ethniki y en la Euroliga. Con el Panathinaikos ganó la edición de 2016 de la Copa de Grecia. El 20 de abril de 2016, Panathinaikos anunció la rescisión de su contrato.
El 1 de agosto de 2016, firmó un contrato de dos años con el Bayern de Múnich de la Bundesliga alemana. El 29 de marzo de 2018, fue despedido por el Bayern, después de la eliminación del club en las semifinales de la Eurocup 2017-18.
El 11 de marzo de 2019, firmó como entrenador del Virtus Bologna de la Lega Basket Serie A. El 5 de mayo de 2019, lograría el título de la Basketball Champions League disputada en Amberes, después de derrotar al Iberostar Tenerife, por un marcador de 73–61.
El 7 de diciembre de 2020, solo diez partidos después del comienzo de la temporada, fue relevado como entrenador del Virtus Bolonia, sin embargo, al día siguiente, fue confirmado como entrenador y acabaría la temporada en el que se convirtió en el entrenador con el mejor porcentaje de victorias en los playoffs en la historia del club. El 15 de junio de 2021, no fue renovado como entrenador.
El 31 de julio de 2021, firmó con Fenerbahçe, al que dirigió hasta el 17 de junio de 2022.
El 16 de noviembre de 2022, firmó como entrenador de la selección de baloncesto de China.

## Logros y reconocimientos

### Selección nacional
-  en los Juegos Olímpicos de Atlanta 1996.
-  en el MundoBasket de Grecia 1998.
- 3x  en el EuroBasket de Roma 1991, Atenas 1995 y Barcelona 1997.
-  en el EuroBasket de Atenas 1987.
-  en el Mundobasket Junior de Bormio'1987.
-  en el Eurobasket Junior de Gmunden'1986.
-  en el Eurobasket Juvenil de Rousse'1985.

### Club
- 1 Euroliga: 1992, con el Partizan Belgrado.
- 3 Copa Korac: 1988-1989, (Partizan Belgrado), 1992-1993,  (Phillips Milan y 1998-1999, (FC Barcelona).

- En España:

- 3 Liga ACB: 1996-1997 y 1998-1999 con el FC Barcelona, y 1999-2000 con el Real Madrid.

- En Yugoslavia:

- 2 Ligas de Yugoslavia: 1986-1987 y 1991-1992, con el Partizan Belgrado.
- 2 Copas de Yugoslavia: 1988-1989 y 1991-1992, con el Partizan Belgrado.

### Distinciones individuales
- Elegido "Mejor Jugador" del Eurobasket 1997 de Barcelona.
- Ganador del concurso de triples del "ULEB All Star" de Valencia'1994.
- Ganador del concurso de triples del "FIBA All Star" de Tel Aviv'1997.

### Como entrenador
- Lega Basket Serie A (1): 2021.
- Copa de Grecia (1): 2016.
- Copa de Alemania (1): 2018.
- Liga de Baloncesto de Turquía (1): 2022.